# NGC 3750
NGC 3750 ist eine  elliptische Galaxie des Typs E-S0 im  Sternbild Löwe. Die Galaxie wurde am 9. Februar 1874 von dem britischen Astronomen Ralph Copeland entdeckt.
Die Galaxie NCG 3750 bildet zusammen mit NGC 3745, NGC 3746, NGC 3748, NGC 3751, NGC 3753 und NGC 3754, die Galaxiengruppe Arp 320 oder nach dem Entdecker Copelands Septet und ergänzt durch die Galaxie PGC 36010 die Hickson Compact Group (HCG) 57. Die Galaxien NGC 3750, NGC 3753 und NGC 3754 werden als Gruppe mit VV 282 bezeichnet. Halton Arp gliederte seinen Katalog ungewöhnlicher Galaxien nach rein morphologischen Kriterien in Gruppen. Diese Galaxiengruppe gehört zu der Klasse Gruppen von Galaxien. 